# 中国人民解放军兰州军区生产建设兵团
兰州军区生产建设兵团，是1969年至1975年设于中国甘肃省、青海省、陕西省、宁夏回族自治区的由军队管理的农垦组织。以下乡知识青年为主，包括现役军人、复转退军人、地方干部、农垦职工等群体组成。采取兵团-师-团-连建制，不常设营级。 

## 历史
1969年1月21日，根据中共中央、国务院、中央军委、中央文革小组批复，组建兰州军区生产建设兵团，统一领导陕、甘、宁、青4省区的军垦。兵团机关驻甘肃省武威县黄羊镇。下辖6个农建师（在甘肃组建了林建师）共57个团。
1973年5月，中央工作会议决定各地生产建设兵团由大军区领导改为省级政府领导。1974年2月，兰州军区生产建设兵团撤销。

## 组织结构
- 兵团司令员：原陆军第二十一军副军长彭思忠
- 兵团政委；原青海省军区副政委林山
- 农建第1师
- 农建第2师
- 林建师（三师）
- 农建第4师：驻青海
- 农建第5师：驻宁夏。1970年3月10日，经中共中央、国务院批准，宁夏农业建设第十三师改编为中国人民解放军兰州军区生产建设兵团农建第五师，王仲仁为师长、李玉堂为政委。
- 农建第6师：驻陕西